# Mechanitis lysimnia
Mechanitis lysimnia är en fjärilsart som beskrevs av Fabricius 1793. Mechanitis lysimnia ingår i släktet Mechanitis och familjen praktfjärilar. Inga underarter finns listade i Catalogue of Life.

## Bildgalleri

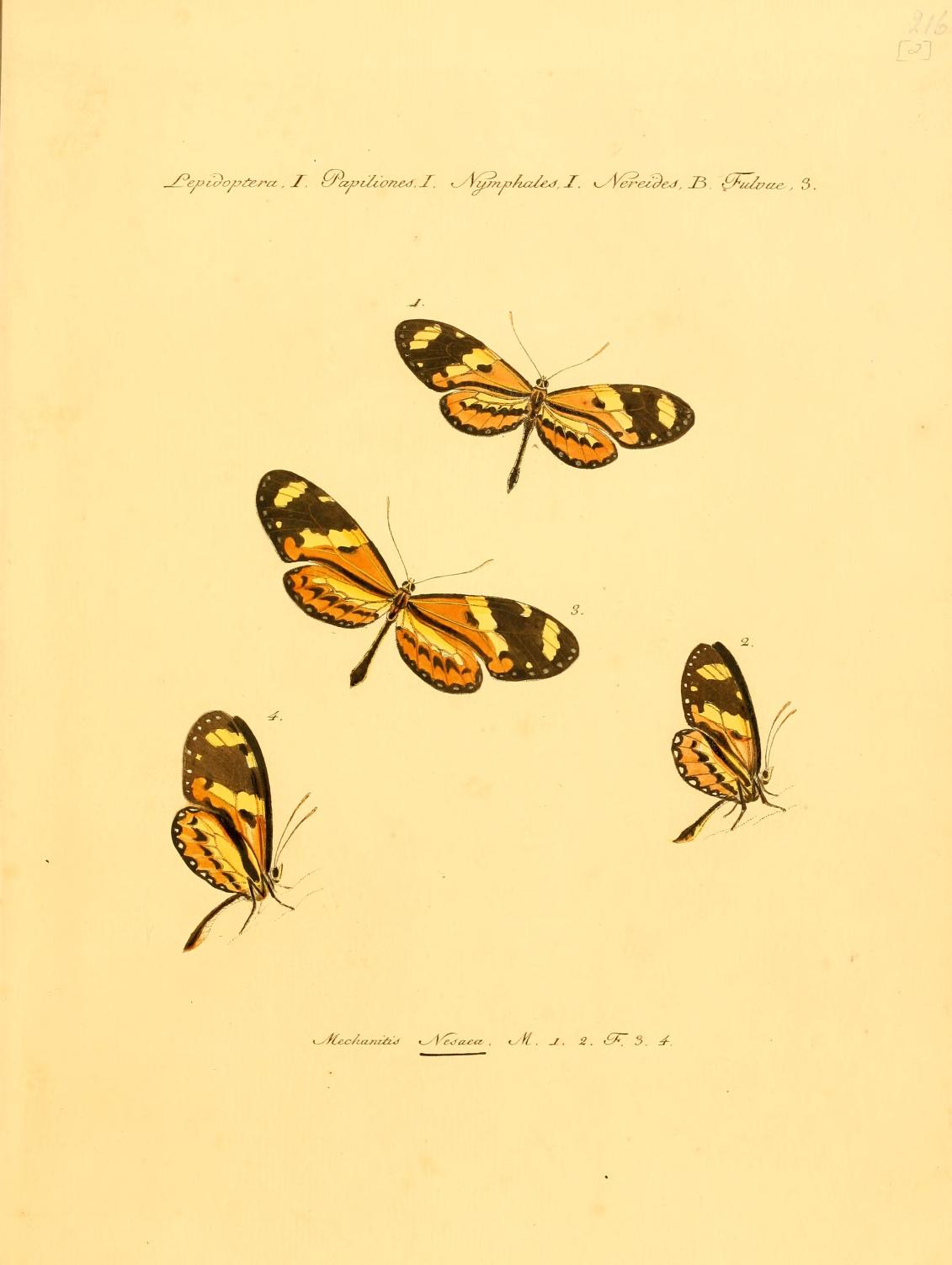
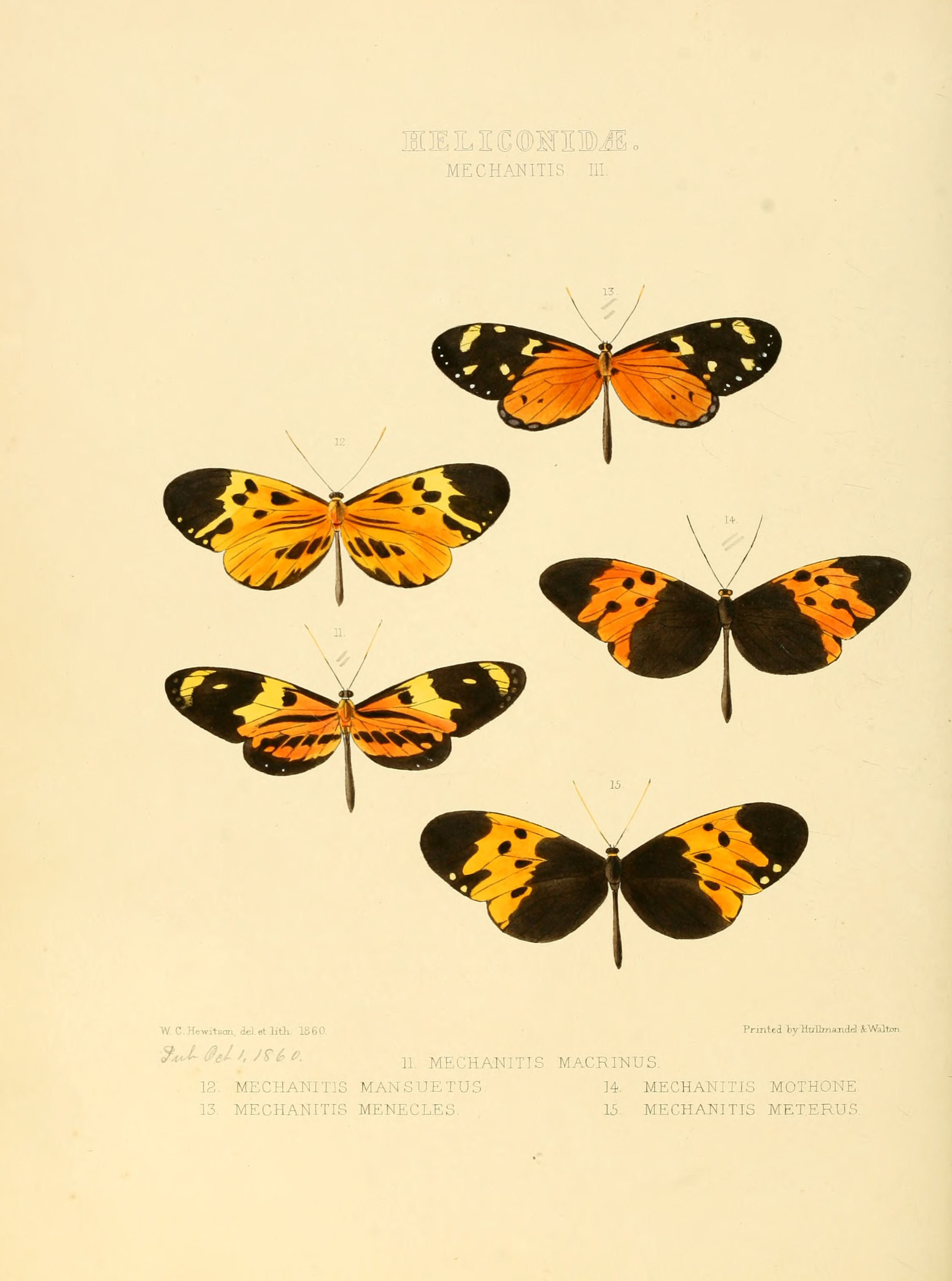